# 9th・プリンス
9th・プリンス（ナインス・プリンス、英語: 9th Prince、1977年2月10日 - ）は、アメリカ合衆国のラッパー。兄は同じくラッパーのRZA。キラーミイの創設メンバーの1人であり、当初、兄の指導のもとメンバーのまとめ役を担っていた。

## ディスコグラフィ

### ソロ
- （2003年）グランディー・フロウ
- （2008年）プリンス・オブ・ニューヨーク
- （2010年）リベンジ・オブ・ザ・ナインス・プリンス
- （2010年）ワン・マン・アーミー
- （2011年）サルート・ザ・ジェネラル・EP
- （2018年）ザ・マッドマンズ・リベンジ・EP

### キラーミイとともに
- （1997年）サイレント・ウェアポンズ・フォア・クワイエット・ウォーズ
  - シングル: "スウィンギング・ソーズ"、"カムフラージュ・ニンジャズ"/"ウェイク・アップ"、"ウー・レネゲイズ"/"クラッシュ・オブ・ザ・タイタンズ"
- （1998年）ダーティー・ウェアポンリー
  - シングル: "レッド・ダウン"/"ウェア・アイ・レスト・アット"、"ザ・シュート・アウト"
- （2001年）フェア、ラブ&ウォー
  - シングル: "ストリート・モノポリー"/"モンスター"、"フィール・イット"/"ミリタント"、"ノンシャラントリー"
- （2011年）グレイテスト・ヒッツ
- （2020年）フル・メタル・ジャケッツ
  - シングル: "ミュージカル・テロリスト"、"ザ・シュート・アウト・Pt.Ⅱ"

### ゲスト出演
- Gravediggaz Goin' On （featuring 9th Prince and Blue Raspberry） The Pick, the Sickle and the Shovel 1997
- RZA Fuck What You Think （featuring 9th Prince and Islord） Bobby Digital In Stereo 1998
- Cilvaringz Valentine's Day Massacre （featuring 9th Prince, 60 Second Assassin, Shabazz the Disciple and Blue Raspberry） I （Cilvaringz album） 2007
- RZA Number One Samurai （Afro Season II Outro） （performed by 9th Prince） The RZA Presents: Afro Samurai Resurrection OST 2009
- Caper Lords of Mayhem （featuring 9th Prince and Shutterworth） Lords of Chaos 2017 [3]

## ビデオグラフィ
- Sunz of Man || 12" Single || Soldiers of Darkness （featuring キラーミイ and various Wu-Tang Clan cameos || 1995 Wu-Tang Records）
- キラーミイ || Silent Weapons for Quiet Wars || Swinging Swords Wake Up （featuring Hell Razah, Prodigal Sunn and various Wu-Tang Clan cameos） Wu-Renegades （featuring various Wu-Tang Clan cameos） || 1997 Loud/Priority/Wu-Tang Records
- キラーミイ || Dirty Weaponry || The Shoot-Out （featuring Rza） || 1998 Wu-Tang Records
- キラーミイ || Fear, Love & War || Feel It || 2001